# Tillandsia erubescens
Tillandsia erubescens är en gräsväxtart som beskrevs av Diederich Franz Leonhard von Schlechtendal. Tillandsia erubescens ingår i släktet Tillandsia och familjen Bromeliaceae.

## Underarter
Arten delas in i följande underarter:
- T. e. arroyoensis
- T. e. erubescens
- T. e. patentibracteata